# وینا (لوئیزیانا)
وینا (به انگلیسی: Vienna) شهری در ایالت لوئیزیانا کشور ایالات متحده آمریکا است که جمعیت آن در سرشماری سال ۲۰۱۰ میلادی، ۳۸۶ نفر بوده‌است.